# Uhr (Heraldik)
Die Uhr ist in der Heraldik eine gemeine Figur und als Wappenfigur selten. Sie ist als Darstellung einer Sonnenuhr, Zeigeruhr oder Sanduhr im Wappenschild oder Wappenfeld anzutreffen. Alle heraldischen Farben sind erlaubt, müssen jedoch den heraldischen Regeln folgen.

## Sonnenuhr

Wappen von Gmina Pątnów in Polen

Die Sonnenuhr wird durch ein Kreissegment mit einer Zeitskala, einen Polstab und den Stabschatten dargestellt. Die Seite des Stabschattens ist bei der Wappenbeschreibung zu erwähnen. Die Ausführung der Sonnenuhr und Zeitskala ist so zu beschreiben, dass ein Heraldiker einen Wappenaufriss erstellen kann.

## Zeigeruhr

Camblanes-et-Meynac
Wappen von Strahovice in verwechselten Farben

Bei der Wappenbeschreibung ist neben einer ausreichenden Beschreibung des Uhrenblattes die Art der Zifferndarstellung zu erwähnen. Möglich sind römische Zahlen, arabische Zahlen und unbeschriftete Stundenstriche.
Die Uhr kann als Teil eines Uhrturms dargestellt sein.
Maximilian Gritzner erwähnt in seinem Großen und allgemeinen Wappenbuch eine bayerische Familie Zaiger, deren Wappen redend ist.

## Sanduhr
Die Sanduhr, auch als Stundenglas bezeichnet, gilt als Attribut des Todes und versinnbildlicht die Endlichkeit des Lebens. 